# Đại học Quảng Tây
Đại học Quảng Tây (tiếng Trung: 广西大学; pinyin: Guǎngxi dàxué; Hán-Việt: Quảng Tây đại học) là một trường đại học công lập tại thành phố Nam Ninh, tỉnh Quảng Tây, Cộng hòa Nhân dân Trung Hoa. Trường được thành lập năm 1928.

## Lịch sử
Đại học Quảng Tây được thành lập tháng 10 năm 1928, hiệu trưởng đầu tiên là nhà giáo dục và khoa học nổi tiếng Mã Quân Vũ.
Năm 1936, Đại học Quảng Tây phát triển theo hướng là một trường đại học tổng hợp với các chuyên ngành: nghệ thuật tự do, khoa học, kỹ thuật, nông nghiệp và y khoa.
Năm 1939, Đại học Quảng Tây phát triển thành một trường đại học quốc gia với 5 học viện và 22 bộ môn.
Năm 1952, Mao Trạch Đông đã đích thân viết tên của trường và bút tích của Mao hiện vẫn còn được trường sử dụng.
Năm 1952, Học viện Nông nghiệp trở thành một trường độc lập với tên gọi là Đại học Nông nghiệp Quảng Tây. Năm 1997, Đại học Nông nghiệp Quảng Tây và Đại học Quảng Tây được sáp nhập thành Đại học Quảng Tây như hiện nay.

## Các ngành đào tạo
Đại học Quảng Tây có các chuyên ngành: triết học, kinh tế, luật, giáo dục, nghệ thuật tự do, nông nghiệp, khoa học, kỹ thuật, quản lý. Trường hiện có 18 học viện và bộ môn:
- Học viện Khoa học Xã hội và Quản lý
- Học viện Thương mại
- Học viện Luật
- Học viện Văn hóa và Thông tin Đại chúng
- Học viện Ngoại ngữ
- Học viện Khoa học
- Học viện Hóa học và Công nghệ hóa học
- Học viện Công nghệ sinh học và Kỹ thuật sản xuất đường ăn
- Học viện Tài nguyên và Môi trường
- Học viện Kỹ thuật Cơ khí
- Học viện Kỹ thuật Điện
- Học viện Khoa học Máy tính và Kỹ thuật Thông tin
- Học viện Xây dựng Dân dụng
- Học viện Nông nghiệp
- Học viện Lâm nghiệp
- Học viện Khoa học và Công nghệ Động vật
- Học viện Công nghệ Dạy nghề
- Học viện Giáo dục Thành niên
- Bộ môn Giáo dục Thể chất

Trường có diện tích 3,07 km2 và tòa nhà rộng 745.000 m2. Thư viện trường có 2 triệu tập sách. Đội ngũ giảng dạy có 200 giáo sư, 670 phó giáo sư, trong đó có nhà vật lý đoạt Giải Nobel Dương Chấn Ninh.

## Các cựu sinh viên nổi tiếng
- Huỳnh Hiện Phan,Sử gia